# Pilibhit (stad)
Pilibhit (Hindi: पीलीभीत, Urdu: پیلی بھیت, historisch: Hafizabad) is de hoofdstad van het district Pilibhit in de Indiase deelstaat Uttar Pradesh. De stad heeft circa 124.000 inwoners en ligt op minder dan 20 kilometer van de internationale grens met Nepal. Gemiddeld valt er per jaar 1.400 mm regen.

## Bevolking
De stad Pilibhit had in 2001 in totaal 124.082 inwoners, waarvan 65.824 mannen en 58.258 vrouwen. 75.491 inwoners kunnen lezen en schrijven, 43.249 mannen en 32.242 vrouwen. 15.757 inwoners zijn kinderen van 6 jaar of jonger, waarvan 8.344 mannelijk en 7.413 vrouwelijk.

## Bezienswaardigheden
De stad kent een aantal belangrijke monumenten van zowel moslim- als hindoe-oorsprong. Er staan enkele grote moskeeën en een aantal imposante hindoetempels.

### Oud Pilibhit (Hindi: पुराना पीलीभीत)
De huidige stad is relatief nieuw. Er bestaat echter nog altijd een dorp dat bekendstaat als "Oud Pilibhit" op de linkeroever van de Kahrarivier, ongeveer 5 km ten noordoosten van de stad, in de buurt van de weg naar Nyoria Husainpur. Dit dorp is altijd bezet geweest door de Banjara-stam van de Periyaclan. Men neemt aan dat "Pilibhit" de verbastering is van "Periya Bhit" ofwel de "grafheuvel van de Periya's", maar ook dat de naam afstamt van een gele wal van modder die het district ooit ommuurde.

### Jama Masjid (Hindi: जामा मस्जिद)

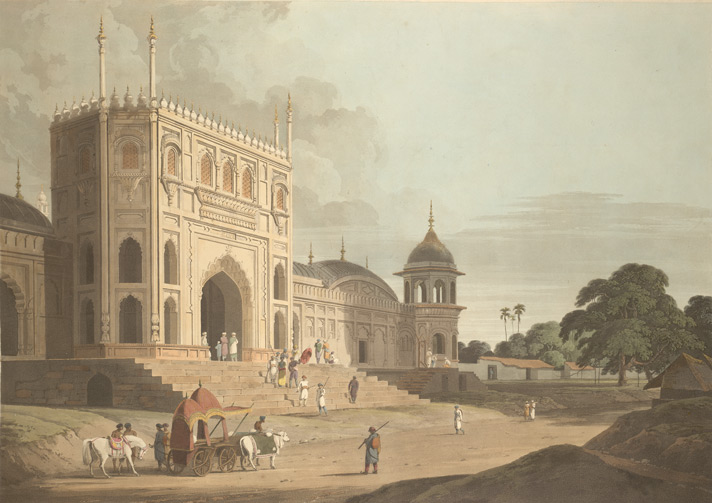
Schilderij van de Jama Masjid, Pilibhit, in 1780, British Library

De Jama Masjid is de grootste en belangrijkste moskee van Pilibhit. Hij werd 1769 gebouwd door de mogol Hafid Rahmat Khan als een replica van de Vrijdagmoskee van Delhi.
De toegangspoort is gebouwd in typische Mogolstijl en de omheining van het terrein kent Bengaalse elementen.
Elke vrijdag komt een grote menigte moslims uit de stad en omliggende plaatsen tezamen bij de Jama Masjid om het vrijdaggebed te bidden. Door het intensieve gebruik als moskee en voor andere activiteiten en het beperkte onderhoud is het behoud van het historische monument een zorg.

## Afstanden vanuit Pilibhit
De volgende tabel geeft de afstanden weer van Pilibhit tot de hoofdsteden van de diverse Indiase deelstaten. De weergegeven afstanden zijn per vliegtuig en afstanden over de weg of per trein wijken hiervan af.
| Stad        | Deelstaat                          | Afstand (km) | Richting |
| ----------- | ---------------------------------- | ------------ | -------- |
| New Delhi   | Delhi (hoofdstedelijk territorium) | 274          | NW       |
| Mumbai      | Maharashtra                        | 1.317        | ZW       |
| Kolkata     | West-Bengalen                      | 1.125        | ZO       |
| Chennai     | Tamil Nadu                         | 1.735        | Z        |
| Bangalore   | Karnataka                          | 1.748        | Z        |
| Haiderabad  | Telangana                          | 1.254        | Z        |
| Chandigarh  | Chandigarh (unieterritorium)       | 372          | ZW       |
| Lucknow     | Uttar Pradesh                      | 270          | ZO       |
| Bhubaneswar | Odisha                             | 1.112        | ZO       |
| Patna       | Bihar                              | 684          | ZO       |
| Dehradun    | Uttarakhand                        | 212          | ZW       |
| Shimla      | Himachal Pradesh                   | 274          | ZW       |
| Gandhinagar | Gujarat                            | 978          | W        |
| Jammu       | Jammu en Kasjmir (unieterritorium) | 657          | N        |
| Jaipur      | Rajasthan                          | 438          | W        |
| Bhopal      | Madhya Pradesh                     | 623          | ZW       |
| Ranchi      | Jharkhand                          | 895          | ZW       |
| Raipur      | Chhattisgarh                       | 861          | ZW       |
| Panaji      | Goa                                | 1.585        | W        |
| Trivandrum  | Kerala                             | 2.184        | Z        |
| Itanagar    | Arunachal Pradesh                  | 1.383        | O        |
| Dispur      | Assam                              | 1.417        | O        |
| Gangtok     | Sikkim                             | 893          | O        |
| Kohima      | Nagaland                           | 1.522        | O        |
| Agartala    | Tripura                            | 1.328        | O        |
| Imphal      | Manipur                            | 1.535        | O        |
| Shillong    | Meghalaya                          | 1.312        | O        |